# Lliga italiana d'hoquei sobre patins
La Lliga italiana d'hoquei patins, coneguda com Campionato Seria A1 o Scudetto, és una competició esportiva de clubs d'hoquei sobre patins italians, creada l'any 1922. De caràcter anual, està organitzada per la Federació Italiana de Patinatge.
Actualment la disputen 14 equips en dues fases. En la primera fase hi ha una lliga regular amb anada i tornada entre els 14 equips, mentre que a la segona fase, els 8 primers classificats disputen un play-off pel títol. L'últim classificat de la lliga regular descen directament a la SèrieA2, mentre que el penúltim i avant-penúltim disputen uns play-off d'ascens amb el segon i tercer classificat de la SèrieA2

## Palmarès
- 32 títols: Hockey Novara
- 19 títols: US Triestina Hockey
- 7 títols: Hockey Monza
- 4 títols: Roller Monza, AP Follonica Hockey i Amatori Lodi
- 3 títols: Amatori Vercelli, Hockey Valdagno, HC Forte dei Marmi i GSH Trissino
- 2 títols: HC Sempione Milano, SS Amatori Modena, Hockey Breganze i Bassano Hockey 54
- 1 títol: Hockey Pola, Milan Skating Hockey Club, Edera Trieste, AFP Giovinazzo, Reggiana Hockey, Seregno Hockey, Primavera Prato, Urbe Roma i CGC Viareggio

## Historial
| En negreta = Equip guanyador (1) = Nombre de campionats Nota: Noms dels equips segons l'època |

| Edició                                                       | Temp.                                  | Data                                                       | Campió                                                     | Resultat                                                   | Subcampió                                                  | Seu                                                        | refs                                   |
| Campionat italià d'hoquei sobre patins                       | Campionat italià d'hoquei sobre patins | Campionat italià d'hoquei sobre patins                     | Campionat italià d'hoquei sobre patins                     | Campionat italià d'hoquei sobre patins                     | Campionat italià d'hoquei sobre patins                     | Campionat italià d'hoquei sobre patins                     | Campionat italià d'hoquei sobre patins |
| ------------------------------------------------------------ | -------------------------------------- | ---------------------------------------------------------- | ---------------------------------------------------------- | ---------------------------------------------------------- | ---------------------------------------------------------- | ---------------------------------------------------------- | -------------------------------------- |
| I                                                            | 1922                                   | N/D                                                        | HC Excelsior Pola (1)                                      | lligueta                                                   | US Triestina Hockey                                        | N/D                                                        | [ 1 ]                                  |
| II                                                           | 1923                                   | N/D                                                        | HC Sempione (1)                                            | lligueta                                                   | US Triestina Hockey                                        | N/D                                                        | [ 1 ]                                  |
| III                                                          | 1924                                   | N/D                                                        | HC Sempione (2)                                            | lligueta                                                   | US Triestina Hockey                                        | N/D                                                        | [ 1 ]                                  |
| IV                                                           | 1925                                   | N/D                                                        | US Triestina Hockey (1)                                    | lligueta                                                   | FG Monfalcone                                              | N/D                                                        | [ 1 ]                                  |
| V                                                            | 1926                                   | N/D                                                        | US Triestina Hockey (2)                                    | lligueta                                                   | Milan Skating HC                                           | N/D                                                        | [ 1 ]                                  |
| VI                                                           | 1927                                   | N/D                                                        | US Triestina Hockey (3)                                    | lligueta                                                   |                                                            | N/D                                                        | [ 1 ]                                  |
| Divisió Nacional d'hoquei sobre patins                       |                                        |                                                            |                                                            |                                                            |                                                            |                                                            |                                        |
| VII                                                          | 1928                                   | N/D                                                        | US Triestina Hockey (4)                                    | lligueta                                                   |                                                            | N/D                                                        | [ 1 ]                                  |
| VIII                                                         | 1929                                   | N/D                                                        | US Triestina Hockey (5)                                    | lligueta                                                   | Padova Skating HC                                          | N/D                                                        | [ 1 ]                                  |
| IX                                                           | 1930                                   | 22-06-1930                                                 | Hockey Novara (1)                                          | 3-0                                                        | US Triestina Hockey                                        | Salone Fratelli Brigatti, Milà                             | [ 2 ]                                  |
| X                                                            | 1931                                   |                                                            | Hockey Novara (2)                                          |                                                            |                                                            |                                                            | [ 3 ]                                  |
| XI                                                           | 1932                                   | N/D                                                        | Hockey Novara (3)                                          | lligueta                                                   | Milan Skating HC                                           | N/D                                                        | [ 1 ]                                  |
| XII                                                          | 1933                                   | 30-12-1933                                                 | Hockey Novara (4)                                          | 4-3                                                        | Milan Skating HC                                           | Arena Esedra, Roma                                         | [ 1 ]                                  |
| XIII                                                         | 1934                                   | 24-07-1934                                                 | Hockey Novara (5)                                          | 3-1                                                        | Milan Skating HC                                           | Gènova                                                     | [ 1 ]                                  |
| XIV                                                          | 1935                                   | N/D                                                        | Milan Skating HC (1)                                       | lligueta                                                   | DP Impiego                                                 | N/D                                                        | [ 1 ]                                  |
| XV                                                           | 1936                                   | N/D                                                        | Hockey Novara (6)                                          |                                                            | Milan Skating HC                                           | N/D                                                        |                                        |
| XVI                                                          | 1937                                   | N/D                                                        | DP Impiego (6)                                             |                                                            | HC Monza                                                   | N/D                                                        |                                        |
| XVII                                                         | 1938                                   | N/D                                                        | DP Impiego (7)                                             |                                                            | DLF Trieste                                                |                                                            |                                        |
| XVIII                                                        | 1939                                   | N/D                                                        | DP Impiego (8)                                             |                                                            | DLF Trieste                                                |                                                            |                                        |
| XIX                                                          | 1940                                   | N/D                                                        | DP Impiego (9)                                             |                                                            | Borletti                                                   |                                                            |                                        |
| XX                                                           | 1941                                   | 20-07-1941                                                 | DP Impiego (10)                                            | 6-1                                                        | DLF Trieste                                                | Trieste                                                    |                                        |
| XXI                                                          | 1942                                   | N/D                                                        | DP Impiego (11)                                            | 2-3 / 4-1                                                  | Bruno Mussolini Roma                                       | Final a doble partit                                       |                                        |
| no es disputà entre 1943 i 1944 per la Segona Guerra Mundial |                                        |                                                            |                                                            |                                                            |                                                            |                                                            |                                        |
| Sèrie A d'hoquei sobre patins                                |                                        |                                                            |                                                            |                                                            |                                                            |                                                            |                                        |
| XXII                                                         | 1945                                   | N/D                                                        | US Triestina Hockey (12)                                   | lligueta                                                   | HC Monza                                                   | N/D                                                        | [ 1 ]                                  |
| XXIII                                                        | 1946                                   | N/D                                                        | Hockey Novara (6)                                          | lligueta                                                   | AS Corniglianese                                           | N/D                                                        | [ 1 ]                                  |
| XXIV                                                         | 1947                                   | N/D                                                        | Hockey Novara (7)                                          | lligueta                                                   | AS Edera                                                   | N/D                                                        | [ 1 ]                                  |
| XXV                                                          | 1948                                   | N/D                                                        | AS Trieste (1)                                             | lligueta                                                   | US Triestina Hockey                                        | N/D                                                        | [ 1 ]                                  |
| XXVI                                                         | 1949                                   | N/D                                                        | Hockey Novara (8)                                          | lligueta                                                   | AS Edera                                                   | N/D                                                        |                                        |
| XXVII                                                        | 1950                                   | N/D                                                        | Hockey Novara (9)                                          | lligueta                                                   | HC Monza                                                   |                                                            | [ 1 ]                                  |
| XXVIII                                                       | 1951                                   | N/D                                                        | Hockey Monza (1)                                           | lligueta                                                   | US Triestina Hockey                                        |                                                            | [ 1 ]                                  |
| XXIX                                                         | 1952                                   | N/D                                                        | US Triestina Hockey (13)                                   | lligueta                                                   | HC Monza                                                   |                                                            | [ 1 ]                                  |
| XXX                                                          | 1953                                   | N/D                                                        | Hockey Monza (2)                                           | lligueta                                                   | Hockey Novara                                              |                                                            | [ 1 ]                                  |
| XXXI                                                         | 1954                                   | N/D                                                        | US Triestina Hockey (14)                                   | lligueta                                                   | HC Monza                                                   |                                                            | [ 1 ]                                  |
| XXXII                                                        | 1955                                   | N/D                                                        | US Triestina Hockey (15)                                   | lligueta                                                   | Amatori Modena                                             |                                                            | [ 1 ]                                  |
| XXXIII                                                       | 1956                                   | N/D                                                        | Hockey Monza (3)                                           | lligueta                                                   | Amatori Modena                                             |                                                            | [ 1 ]                                  |
| XXXIV                                                        | 1957                                   | N/D                                                        | Amatori Modena (1)                                         | lligueta                                                   | HC Monza                                                   |                                                            | [ 1 ]                                  |
| XXXV                                                         | 1958                                   | N/D                                                        | Hockey Novara                                              | lligueta                                                   |                                                            |                                                            |                                        |
| XXXVI                                                        | 1959                                   | N/D                                                        | Hockey Novara                                              | lligueta                                                   |                                                            |                                                            |                                        |
| XXXVII                                                       | 1960                                   | N/D                                                        | SS Amatori Modena                                          | lligueta                                                   |                                                            |                                                            |                                        |
| XXXVIII                                                      | 1961                                   | N/D                                                        | Hockey Monza                                               | lligueta                                                   |                                                            |                                                            |                                        |
| XXXIX                                                        | 1962                                   | N/D                                                        | US Triestina Hockey                                        | lligueta                                                   |                                                            |                                                            |                                        |
| XL                                                           | 1963                                   | N/D                                                        | US Triestina Hockey                                        | lligueta                                                   |                                                            |                                                            |                                        |
| XLI                                                          | 1964                                   | N/D                                                        | US Triestina Hockey                                        | lligueta                                                   |                                                            |                                                            |                                        |
| XLII                                                         | 1965                                   | N/D                                                        | Hockey Monza                                               | lligueta                                                   |                                                            |                                                            |                                        |
| XLIII                                                        | 1966                                   | N/D                                                        | Hockey Monza                                               | lligueta                                                   |                                                            |                                                            |                                        |
| XLIV                                                         | 1967                                   | N/D                                                        | US Triestina Hockey                                        | lligueta                                                   |                                                            |                                                            |                                        |
| XLV                                                          | 1968                                   | N/D                                                        | Hockey Monza                                               | lligueta                                                   |                                                            |                                                            |                                        |
| XLVI                                                         | 1969                                   | N/D                                                        | Hockey Novara                                              | lligueta                                                   |                                                            |                                                            |                                        |
| XLVII                                                        | 1970                                   | N/D                                                        | Hockey Novara                                              | lligueta                                                   |                                                            |                                                            |                                        |
| XLVIII                                                       | 1971                                   | N/D                                                        | Hockey Novara                                              | lligueta                                                   |                                                            |                                                            |                                        |
| XLIX                                                         | 1972                                   | N/D                                                        | Hockey Novara                                              | lligueta                                                   |                                                            |                                                            |                                        |
| L                                                            | 1973                                   | N/D                                                        | Hockey Novara                                              | lligueta                                                   |                                                            |                                                            |                                        |
| LI                                                           | 1974                                   | N/D                                                        | Hockey Novara                                              | lligueta                                                   |                                                            |                                                            |                                        |
| LII                                                          | 1975                                   | N/D                                                        | Hockey Novara                                              | lligueta                                                   |                                                            |                                                            |                                        |
| LIII                                                         | 1976                                   | N/D                                                        | Hockey Breganze                                            | lligueta                                                   |                                                            |                                                            |                                        |
| LIV                                                          | 1977                                   | N/D                                                        | Hockey Novara                                              | lligueta                                                   |                                                            |                                                            |                                        |
| LV                                                           | 1978                                   | N/D                                                        | GSH Trissino                                               | lligueta                                                   |                                                            |                                                            |                                        |
| LVI                                                          | 1979                                   | N/D                                                        | Hockey Breganze                                            | lligueta                                                   |                                                            |                                                            |                                        |
| LVII                                                         | 1979-80                                | N/D                                                        | AFP Giovinazzo                                             | lligueta                                                   |                                                            |                                                            |                                        |
| LVIII                                                        | 1980-81                                | N/D                                                        | Amatori Lodi (1)                                           | lligueta                                                   |                                                            |                                                            |                                        |
| LIX                                                          | 1981-82                                | N/D                                                        | Reggiana Hockey                                            |                                                            |                                                            |                                                            |                                        |
| LX                                                           | 1982-83                                | N/D                                                        | Amatori Vercelli                                           |                                                            |                                                            |                                                            |                                        |
| Sèrie A1 d'hoquei sobre patins                               |                                        |                                                            |                                                            |                                                            |                                                            |                                                            |                                        |
| LXI                                                          | 1983-84                                | N/D                                                        | Amatori Vercelli                                           |                                                            |                                                            |                                                            |                                        |
| LXII                                                         | 1984-85                                | N/D                                                        | Hockey Novara                                              |                                                            |                                                            |                                                            |                                        |
| LXIII                                                        | 1985-86                                | N/D                                                        | Amatori Vercelli                                           |                                                            |                                                            |                                                            |                                        |
| LXIV                                                         | 1986-87                                | N/D                                                        | Hockey Novara                                              |                                                            |                                                            |                                                            |                                        |
| LXV                                                          | 1987-88                                | N/D                                                        | Hockey Novara                                              |                                                            |                                                            |                                                            |                                        |
| LXVI                                                         | 1988-89                                | N/D                                                        | Roller Monza                                               |                                                            |                                                            |                                                            |                                        |
| LXVII                                                        | 1989-90                                | N/D                                                        | Roller Monza                                               |                                                            |                                                            |                                                            |                                        |
| LXVIII                                                       | 1990-91                                | N/D                                                        | Seregno Hockey                                             |                                                            |                                                            |                                                            |                                        |
| LXIX                                                         | 1991-92                                | N/D                                                        | Roller Monza                                               |                                                            |                                                            |                                                            |                                        |
| LXX                                                          | 1992-93                                | N/D                                                        | Hockey Novara                                              |                                                            |                                                            |                                                            |                                        |
| LXXI                                                         | 1993-94                                | N/D                                                        | Hockey Novara                                              |                                                            |                                                            |                                                            |                                        |
| LXXII                                                        | 1994-95                                | N/D                                                        | Hockey Novara                                              |                                                            |                                                            |                                                            |                                        |
| LXXIII                                                       | 1995-96                                | N/D                                                        | Roller Monza                                               |                                                            |                                                            |                                                            |                                        |
| LXXIV                                                        | 1996-97                                | N/D                                                        | Hockey Novara                                              |                                                            |                                                            |                                                            |                                        |
| LXXV                                                         | 1997-98                                | N/D                                                        | Hockey Novara                                              |                                                            |                                                            |                                                            |                                        |
| LXXVI                                                        | 1998-99                                | N/D                                                        | Hockey Novara                                              |                                                            |                                                            |                                                            |                                        |
| LXXVII                                                       | 1999-00                                | N/D                                                        | Hockey Novara                                              |                                                            |                                                            |                                                            |                                        |
| LXXVIII                                                      | 2000-01                                | N/D                                                        | Hockey Novara                                              |                                                            |                                                            |                                                            |                                        |
| LXXIX                                                        | 2001-02                                | N/D                                                        | Hockey Novara (32)                                         | 2-0                                                        | Primavera Prato                                            | Play-off final                                             |                                        |
| LXXX                                                         | 2002-03                                | N/D                                                        | Primavera Prato (1)                                        | 2-0                                                        | Bassano Hockey 54                                          | Play-off final                                             |                                        |
| LXXXI                                                        | 2003-04                                | N/D                                                        | Bassano Hockey 54 (1)                                      | 2-1                                                        | Primavera Prato                                            | Play-off final                                             |                                        |
| LXXXII                                                       | 2004-05                                | N/D                                                        | Follonica Hockey (1)                                       | 2-0                                                        | Bassano Hockey 54                                          | Play-off final                                             |                                        |
| LXXXIII                                                      | 2005-06                                | N/D                                                        | Follonica Hockey (2)                                       | 2-1                                                        | Bassano Hockey 54                                          | Play-off final                                             |                                        |
| LXXXIV                                                       | 2006-07                                | N/D                                                        | Follonica Hockey (3)                                       | 2-0                                                        | CGC Viareggio                                              | Play-off final                                             |                                        |
| LXXXV                                                        | 2007-08                                | N/D                                                        | Follonica Hockey (4)                                       | 3-2                                                        | CGC Viareggio                                              | Play-off final                                             |                                        |
| LXXXVI                                                       | 2008-09                                | N/D                                                        | Bassano Hockey 54 (2)                                      | 3-1                                                        | Follonica Hockey                                           | Play-off final                                             |                                        |
| LXXXVII                                                      | 2009-10                                | N/D                                                        | Marzotto Valdagno (1)                                      | 3-1                                                        | Follonica Hockey                                           | Play-off final                                             |                                        |
| LXXXVIII                                                     | 2010–11                                | N/D                                                        | CGC Viareggio (1)                                          | 3-0                                                        | Marzotto Valdagno                                          | Play-off final                                             |                                        |
| LXXXIX                                                       | 2011–12                                | N/D                                                        | Marzotto Valdagno (2)                                      | 3-1                                                        | CGC Viareggio                                              | Play-off final                                             |                                        |
| XC                                                           | 2012–13                                | N/D                                                        | Marzotto Valdagno (3)                                      | 3-0                                                        | CGC Viareggio                                              | Play-off final                                             |                                        |
| XCI                                                          | 2013–14                                | N/D                                                        | HC Forte dei Marmi (1)                                     | 3-0                                                        | Hockey Valdagno                                            | Play-off final                                             |                                        |
| XCII                                                         | 2014–15                                | N/D                                                        | HC Forte dei Marmi (2)                                     | 3-2                                                        | CGC Viareggio                                              | Play-off final                                             |                                        |
| XCIII                                                        | 2015–16                                | N/D                                                        | HC Forte dei Marmi (3)                                     | 3-2                                                        | Amatori Lodi                                               | Play-off final                                             | [ 4 ]                                  |
| XCIV                                                         | 2016–17                                | N/D                                                        | Amatori Lodi (2)                                           | 3-2                                                        | HC Forte dei Marmi                                         | Play-off final                                             | [ 5 ]                                  |
| XCV                                                          | 2017–18                                | N/D                                                        | Amatori Lodi (3)                                           | 3-0                                                        | HC Forte dei Marmi                                         | Play-off final                                             |                                        |
| XCVI                                                         | 2018-19                                | N/D                                                        | HC Forte dei Marmi (4)                                     | 3-2                                                        | CGC Viareggio                                              | Play-off final                                             |                                        |
| XCVII                                                        | 2019-20                                | Edició cancel·lada pel risc públic de contagi del COVID-19 | Edició cancel·lada pel risc públic de contagi del COVID-19 | Edició cancel·lada pel risc públic de contagi del COVID-19 | Edició cancel·lada pel risc públic de contagi del COVID-19 | Edició cancel·lada pel risc públic de contagi del COVID-19 |                                        |
| XCVIII                                                       | 2020-21                                | N/D                                                        | Amatori Lodi (4)                                           | 3-2                                                        | HC Forte dei Marmi                                         | Play-off final                                             | [ 6 ]                                  |
| XCIX                                                         | 2021-22                                | N/D                                                        | GSH Trissino (2)                                           | 2-1                                                        | Amatori Lodi                                               | Play-off final                                             | [ 7 ]                                  |
| C                                                            | 2022-23                                | N/D                                                        | GSH Trissino (3)                                           | 3-1                                                        | HC Forte dei Marmi                                         | Play-off final                                             | [ 8 ]                                  |